# Alaksandr Zimouski
Alaksandr Leanidawicz Zimouski (biał. Алякса́ндр Леані́давіч Зімо́ўскі; ur. 10 stycznia 1961 w NRD) – białoruski dziennikarz i działacz polityczny, deputowany do Rady Republiki (2004–2008); oskarżany o udział w represjach wobec przeciwników władzy Alaksandra Łukaszenki.

## Życiorys
Służył w Armii Radzieckiej w latach 1979–1984. Ukończył trzy lata dziennikarstwa wojennego we Lwowskiej Wyższej Szkole Wojskowo-Politycznej (1980–1983). Jest również absolwentem Wydziału Bankowości Poleskiego Uniwersytetu Państwowego (2007).
Pracował w borysowskim kompleksie agrarno-przemysłowym. Pisywał jako korespondent do „Dziełowego Wiestnika”, „Cziełowieka i ekonomiki” oraz „Nacionalnej Ekonomiczieskoj Gaziety”. Był związany z Działem Informacji Telewizyjnej Agencji Informacyjnej (Belteleradyjokampanii).
W czasie konfliktu o Kosowo w 1999 przebywał jako dziennikarz w Jugosławii. W latach 1995–2001 miał swój autorski program w białoruskiej telewizji „Rezanans”.
Od 2000 do 2002 zastępował przewodniczącego Narodowo-Państwowej Agencji Telewizyjno-Radiowej Republiki Białorusi. 22 grudnia 2005 otrzymał nominację na urząd jej przewodniczącego. W 2002 został dyrektorem generalnym Telewizji Stołecznej.
W 2004 prezydent Łukaszenka mianował go członkiem Rady Republiki, w której stał na czele Komisji Gospodarki, Budżetu i Finansów.
W kwietniu 2006 zabroniono mu wjazdu do USA i krajów Unii Europejskiej za udział w fałszowaniu wyborów prezydenckich na Białorusi.

## Opinie na temat udziału w represjach
Według raportu przygotowanego przez polską Fundację Wolność i Demokracja, Alaksandr Zimouski w czasie pełnienia funkcji szefa Białoruskiego Radia i Telewizji odpowiedzialny był za wielokrotne publiczne szkalowanie działaczy demokratycznych, nawoływanie do represji, preparowanie nieprawdziwych materiałów oskarżających niewinne osoby. 2 lutego 2011 roku znalazł się na liście pracowników organów administracji Białorusi, którzy za udział w domniemanych fałszerstwach i łamaniu praw człowieka w czasie wyborów prezydenckich w 2010 roku otrzymali zakaz wjazdu na terytorium Unii Europejskiej.